# Siemens-Schuckertwerke
De Siemens-Schuckertwerke (SSW), kortweg Siemens-Schuckert, was een Duits elektrotechnisch bedrijf met fabrieken in Berlijn, Erlangen en Neurenberg. In 1966 ging het bedrijf op in Siemens AG.

## Oprichting
Siemens-Schuckertwerke GmbH werd opgericht toen Siemens & Halske AG in 1903 hun sterkstroomafdeling samenvoegde met het Neurenbergse Elektrizitäts-Aktiengesellschaft (EAG), een vennootschap die was voortgekomen uit Schuckert & Co. van Sigmund Schuckert (1846-1895). Het grootste deel van het bedrijfskapitaal, negentig miljoen mark, werd ingebracht door Siemens & Halske.
Vanaf 1912 nam Carl Friedrich von Siemens de functie waar van voorzitter van de Raad van Bestuur, als opvolger van Alfred Berliner.

## Elektrofabriek

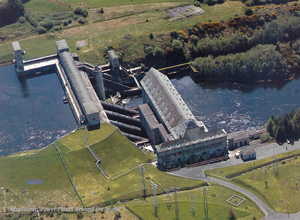
Ardnacrusha waterkrachtcentrale

In de Siemens-Schuckertfabriek in Neurenberg waren rond 1900 in recordtijd circa 10.000 medewerkers actief. Naast elektromotoren, generatoren en elektrische toestellen werd er onder andere ook medische apparatuur gerepareerd. In de jaren 1960 werd het werk opgedeeld in de Nürnberger-Maschinen-Apparate-Werk (NMA) en in de Nürnberger Zählerwerk (NZ).
In de jaren twintig speelde Siemens-Schuckert een belangrijk rol de in het project The Shannon Scheme van de Ierse regering: de aanleg van installaties om elektriciteit op te wekken met waterkracht van de Shannon, de grootste rivier van Ierland. In 1929, vier jaar na aanvang, waren de werkzaamheden aan de Ardnacrusha gereed. Tot het gereedkomen van de Hoover Dam in 1936 was de waterkrachtcentrale de grootste ter wereld. De machinezaal bevatte drie eenheden, die ieder waren samengesteld uit een Francisturbine en een generator van 30 MVA. Daarnaast werd er een hoogspanningsnet aangelegd van circa 3.500 kilometer. Ook in andere landen (Duitsland, België, Rusland) werden door SSW elektriciteitscentrales gebouwd.
Naast de elektrotechniek was Siemens-Schuckert ook actief in de rail-, automobiel- en luchtvaartindustrie.

## Automobielen

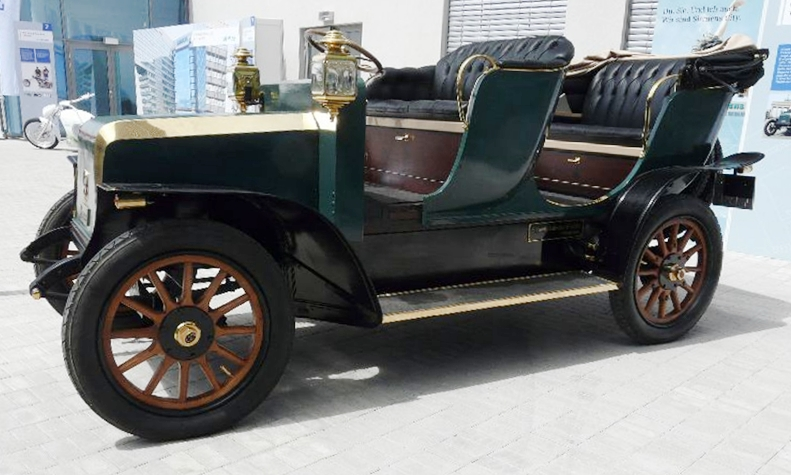
Replica van de Siemens-Schuckert auto Elektrische Viktoria Typ B

Aanvankelijk vervaardigden zowel Siemens & Halske als Elektrizitäts-AG auto's die aangedreven werden door elektromotoren. Siemens-Schuckertwerke zette deze activiteit voort en fabriceerden elektroauto's onder het merk "Elektrische Viktoria". De Typ B was een vierpersoonsauto die als Victoria, Limousine of Landaulet verkrijgbaar was. De 4,8 kW elektromotor was aan de onderkant van de auto bevestigd en op de plaats waar zich bij andere auto's de motor bevond was de accu met 44 cellen (88V) ingebouwd. De actieradius van de auto bedroeg 80 km.
In 1908 kocht Siemens-Schuckertwerke een Berlijnse automobielfabriek op, die sinds 1899 auto's fabriceerde van het merk Protos. Kort daarvoor had een Protos-wagen deelgenomen aan een autorally rond de wereld. De rally begon in New York en voerde via de Rocky Mountains, Alaska, Siberië, China en Rusland naar Europa. Met een vierdaagse voorsprong kwam de wagen na 5½ maand en 21278 kilometer als eerste aan in Parijs. In de daarop volgende jaren maakte Siemens-Schuckert van de Protos een wagen met klasse en standing, bestemd voor een veeleisende clientèle.

## Luchtvaartuigen

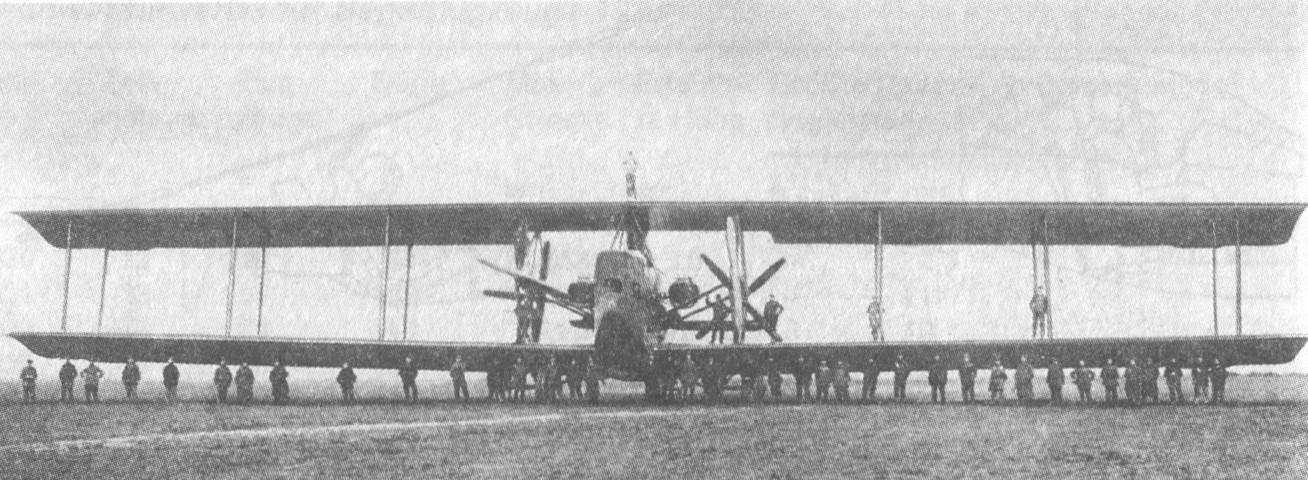
Vliegtuig Siemens-Schuckert VIII (1918)

Voor en tijdens de Eerste Wereldoorlog bouwde Siemen-Schuckert diverse in opdracht van het Duits-Pruisische leger diverse luchtvaartuigen. Te Biesdorf, op het privédomein van Wilhelm von Siemens, werd in 1909 de eerste proefvluchten gemaakt met een tweedekker.
Daarnaast bouwde de fabriek luchtschepen, die in tegenstelling tot de zeppelin geen vast frame bezaten. Aan de ballon van 15.000 kubieke meter hingen drie gondels die elk uitgerust waren met twee motoren. Met 70 km/h was dit lange tijd het snelste luchtschip ter wereld. Opmerkelijk was hierbij de landingshal. Deze kon bij elke wind in de juiste richting gedraaid worden om een veilige landing mogelijk te maken.

## Consolidatie
Siemens-Schuckertwerke verdween als zelfstandig bedrijf toen Ernst von Siemens, de kleinzoon van Werner von Siemens, in 1966 besloot deze maatschappij samen met Siemens & Halske AG en Siemens-Reiniger-Werke AG onder te brengen in één enkele vennootschap, Siemens Aktiengesellschaft. Na goedkeuring van de raden van bestuur ging Siemens AG op 1 oktober 1966 definitief van start.